# 임종식 (고려)
임종식(林宗植, ? ~ 1170년)은 고려 중기의 문신이다.
의종에게 총애를 받아 사간, 우부승선, 좌부승선 등을 역임하였다.
1170년 음력 8월 30일 무신정변이 일어나자 이고, 이의방 등에 의해 살해당하고 만다.

## 임종식이 등장한 작품
- 《무인시대》(KBS, 2003년~2004년, 배우:유순철)